# 楊佩佩
楊佩佩，（1951年—）知名台灣電視劇製作人，後來也在中國大陸拍攝電視劇。以製作綜藝節目起家，曾製作中視《艷陽下》、台視《第一棚》等綜藝節目，1981年首度製作電視劇——夏玲玲主演的《繼承人》；有感於電視劇在整體作業上比較好掌握，於是專力製作電視劇。曾製作《一加一不等於二》、《春去春又回》、《碧海情天》、《末代皇孫》、《還君明珠》等電視劇，也有許多改編金庸武俠小說的電視劇如《倚天屠龍記》、《神鵰俠侶》、《笑傲江湖》等。
楊佩佩所製作的許多電視劇入圍電視金鐘獎連續劇獎，其中《春去春又回》、《今生今世》、《儂本多情》分別是1990年、1996年及1997年電視金鐘獎連續劇獎。
楊佩佩曾經在香港讀珠海大學，她早期在電視劇的選角時也喜歡使用港星，像《一加一不等於二》中的潘迎紫、1985年《笑傲江湖》中的劉雪華、《還君明珠》中的劉松仁、《碧海情天》中的葉童，塑成了許多膾炙人口的角色，也形成當時「台製港劇」的風潮。而楊佩佩也頗為重用馬景濤，從1989年開始連續主演了楊佩佩製作的《春去春又回》、《末代兒女情》、《倚天屠龍記》、《今生今世》、《儂本多情》、《新龍門客棧》。
對於楊佩佩改編的金庸武俠小說改編電視劇，金庸曾對楊佩佩說：「我的作品搬上螢光幕，最好的是你拍的，最不喜欢的也是你拍的。」金庸曾公開表示很欣賞楊佩佩拍攝的《倚天屠龍記》，不過也對其改編的《神鵰俠侶》有所不滿。
2018年五月初，楊佩佩接手經營前紅豆食府總經理李慶興創立的餐廳春申食府。

## 作品列表
- 1979年 台視《天上人間》
- 1982年 台視《不要說再見》（與曹景德共同製作）
- 1984年 中視金獎劇場《一加一不等於二》
- 1985年 台視《笑傲江湖》
- 1985年 台視《楓葉盟》
- 1986年 台視翡翠劇場《電燈泡》
- 1986年 台視《火鳳凰》
- 1986年 台視《慈禧外傳》
- 1986年 台視《新絕代雙嬌》
- 1987年 台視《搭錯線》
- 1987年 台視新春劇場《有子萬事足》
- 1987年 台視《還君明珠》
- 1988年 台視《台北康米地》
- 1988年 台視《八月桂花香》
- 1989年 台視《春去春又回》
- 1990年 台視《末代兒女情》
- 1991年 台視《碧海情天》
- 1991年 台視《江湖再見》
- 1992年 台視《末代皇孫》
- 1993年 台視《英雄少年》
- 1994年 台視《倚天屠龍記》
- 1994年 台視/無綫《俠義見青天》
- 1995年 台視《今生今世》
- 1996年 台視《新龍門客棧》
- 1997年 民視《儂本多情》
- 1998年 民視《江山美人》
- 1998年 台視《神鵰俠侶》
- 1998年 中視《女巡按》
- 1999年 中視《花木蘭》
- 2000年 中視《笑傲江湖》
- 2001年 中視《青蛇與白蛇》
- 2002年 中視《官場插班生》
- 2002年 中視《如來神掌》
- 2003年 中視《飛刀又見飛刀》
- 2004年 中視《風雲II：七武器》
- 2005年 衛視中文台《偷心》
- 2006年 衛視中文台《偷心II》
- 2006年 衛視中文台《中華英雄》
- 2007年《新還君明珠》
- 2008年《新春去春又回》
- 2009年《新儂本多情》